# هارولد د. سميث
هارولد د. سميث (بالإنجليزية: Harold Dewey Smith)‏ هو موظف مدني أمريكي، ولد في 6 يونيو 1898 في هيفين في الولايات المتحدة، وتوفي في 23 يناير 1947 في كولبيبر في الولايات المتحدة.